# Historia Lettica
Historia Lettica (с лат. — «латышская история») — книга, изданная в 1649 году. Написана на немецком языке лютеранским балтийским немцем и пастором Паулем Эйнгорном о латышах, латышской мифологии и языке. Произведение считается одним из старейших и наиболее обширных исторических источников по истории Латвии.

## Полное название
Historia Lettica — описание латышского народа, подробно и широко рассказывающее о латышах как древних жителях и владельцах Лифляндии, Курляндии и Семигалии, об их именах, происхождении и прибытии, их религии, их странах или правительствах в языческие времена, а также об их обычаях, прошлом, обычаях, характере и особенностях и т. д. Для немецкого народа и всех любителей исторической правды, составлено и подготовлено к печати Паулем Эйнгорном.

## Содержание
- Посвящение герцогу Якобу и герцогине Луизе Шарлотте.
- Первая глава. О месте проживания или древнем расселении латышей и о том, как далеко оно простирается.
- Вторая глава. О названиях земель Лифляндия, Семигалия и Курляндия, где издревле жили латыши, что это за названия и откуда они, сколько языков существовало до того, как их подчинили германцы, кто такие древние ливы или ливонцы, и, наконец, о названии латышей, откуда оно произошло, что это был за народ, от которого они произошли, и как они пришли на эту землю.
- Третья глава. О латышском благочестии.
- Четвертая глава. Об их языческих праздниках.
- Пятая глава. Об их годах и месяцах, по которым они живут и ведут свой быт.
- Шестая глава. О латвийском государстве или правительстве, как и каким образом они управляют своей землей.
- Седьмая глава. О том, как они рождаются, какие имена дают своим новорожденным детям и как их содержат и воспитывают.
- Восьмая глава. Об их хозяйстве, ведении хозяйства и питании, как и чем они питаются и обеспечивают себя.
- Девятая глава. Об их еде, о том, какие блюда у них есть и как они употребляются.
- Десятая глава. Об их имениях, полях, лугах, лесах.
- Глава одиннадцатая. Об их браке и свадьбе.
- Двенадцатая глава. О латышской природе и особенностях, обычаях и привычках.
- Глава тринадцатая. О том, как они обращаются с мертвецами.
- Глава четырнадцатая. В каком положении они оказались после подчинения немецкому владычеству, как оно их содержит.